# Сире сир Везуз
Сире сир Везуз (фр. Cirey-sur-Vezouze) насеље је и општина у североисточној Француској у региону Лорена, у департману Мерт и Мозел која припада префектури Линевил.
По подацима из 2011. године у општини је живело 1725 становника, а густина насељености је износила 105,25 становника/km². Општина се простире на површини од 16,39 km². Налази се на средњој надморској висини од 260 метара (максималној 393 m, а минималној 273 m).

## Демографија
| 1962. | 1968. | 1975. | 1982. | 1990. | 1999. | 2011. |
| ----- | ----- | ----- | ----- | ----- | ----- | ----- |
| 2.250 | 2.375 | 2.279 | 2.049 | 1.989 | 1.794 | 1.725 |

График промене броја становника у току последњих година